# A Long Hot Summer
A Long Hot Summer è il terzo album solista dell'artista hip hop statunitense Masta Ace. Costruito come un concept album, A Long Hot Summer narra le vicende di un rapper underground di Brooklyn, Ace, in una "lunga e calda estate". Il rapper è accompagnato da Fats Belvedere, che lo porterà poi in tour, come manager.

## Tracce
| #  | Titolo            | Parolieri                                  | Produttori                   | Con                                                  |
| -- | ----------------- | ------------------------------------------ | ---------------------------- | ---------------------------------------------------- |
| 1  | "The Count"       |                                            |                              | *Interlude*                                          |
| 2  | "Big City"        | D. Clear, D. Thomas                        | Dug Infinite                 | Masta Ace                                            |
| 3  | "Good Ol Love"    | D. Clear, P. Douthit, L. Griffith          | 9th Wonder                   | Masta Ace (Background vocals by Mr. Lee G & Leschea) |
| 4  | "Fats Belvedere"  |                                            |                              | *Interlude*                                          |
| 5  | "Da Grind"        | D. Clear, C. Tyson, K. Givens              | Khrysis                      | Masta Ace, Apocalypse                                |
| 6  | "H.O.O.D."        | D. Clear, N. Donati                        | Nostradamus aka DAMS and SLA | Masta Ace                                            |
| 7  | "The Stoop"       |                                            |                              | *Interlude*                                          |
| 8  | "Beautiful"       | D. Clear, M. Sasek, V. Johnson             | Koolade                      | Masta Ace (Background vocals by Wordsworth)          |
| 9  | "F.A.Y."          | D. Clear, D. Pittman, S. Stricklin         | DR Period                    | Masta Ace, Strick (Background vocals by Punchline)   |
| 10 | "Fats Crib"       |                                            |                              | *Interlude*                                          |
| 11 | "Soda & Soap"     | D. Clear, V. Williams, T. Ibrahim          | DJ Spinna                    | Masta Ace, Jean Grae                                 |
| 12 | "Do It Man"       | D. Clear, M. Bruno, T. Perry               | Marco Polo                   | Masta Ace, Big Noyd                                  |
| 13 | "Bklyn Masala"    | D. Clear, T. Raic                          | Xplicit                      | Masta Ace, Leschea                                   |
| 14 | "The Proposition" |                                            |                              | *Interlude*                                          |
| 15 | "Travelocity"     | D. Clear, N. Donati, R. Truell, V. Johnson | Nostradamus aka DAMS and SLA | Masta Ace, Punch & Words                             |
| 16 | "The Ways"        | D. Clear, D. Yan                           | DJ Serious                   | Masta Ace                                            |
| 17 | "Wutuwanko"       | D. Clear, D. Thomas, E. Anderson           | Dug Infinite                 | Masta Ace, Edo G                                     |
| 18 | "The After Party" |                                            |                              | *Interlude*                                          |
| 19 | "Oh My God"       | D. Clear, T. Raic, L. Fernandez, J. Tineo  | Xplicit                      | Masta Ace, The Beatnuts, Rahzel                      |
| 20 | "Cellmate"        |                                            |                              | *Interlude*                                          |
| 21 | "Revelations"     | D. Clear                                   | Masta Ace, DJ Rob            | Masta Ace (Background vocals by Leschea)             |

### Cast
- Masta Ace: Himself
- Fats Belvedere: Himself
- "E": Frankie Aikens
- Hotel Maintenance Guy: Franklyn Grant, Jr.
- Promoter: Steve Dent
- Cell Mate: Michael Rapaport

## Campioni utilizzati
Big City
- "Think of Your Thoughts as Children" di Philippé Wynne

Good Ol' Love
- "Give Me Some of That Good Old Love" di Willie Hutch
- "Hospital Prelude of Love Theme" di Willie Hutch
- Estratti dal film The Original Kings Of Comedy

Da Grind
- "How Long Will It Last" di Jerry Butler & Brenda Lee Eager
- "Hate Me Now" di Nas

H.O.O.D.
- "Stares and Whispers" di Renée Geyer

Beautiful
- "Wishing on a Star" di Rose Royce

Soda & Soap
- "Black Gold" di Phillip Upchurch

Bklyn Masala
- "Sailing" di Christopher Cross
- "You Won't See Me Tonight" di Nas

Travelocity
- "Tu Etais Trop Jolie" di Charles Aznavour

The Stoop
- "Don't Give Me No Bammer Weed" della RBL Posse

## Singoli
| Singoli estratti |
| --- |
| Good Ol' Love - Uscita: 1º luglio 2004 - B-side: "The Ways"                                                                                    |
| Beautiful (singolo di Koolade featuring Masta Ace e El Da Sensei) - Uscita: 29 luglio 2004 - B-side: "Follow" (Koolade featuring El Da Sensei) |
| Da Grind - Uscita: 27 dicembre 2004 - B-side: "Do It Man"                                                                                      |

## Posizionamento in classifica
| Anno | Album             | Posizione in classifica | Posizione in classifica | Posizione in classifica |
| Anno | Album             | Billboard 200           | Top R&B/Hip Hop Albums  | Top Independent Albums  |
| ---- | ----------------- | ----------------------- | ----------------------- | ----------------------- |
| 2004 | A Long Hot Summer | -                       | 82                      | 44                      |